# Џон Хопкрофт
Џон Хопкрофт (енгл. John Hopcroft; Сијетл, 7. октобар 1939) је амерички научник који се бави теоријом рачунарства.